# Booth Spur
Der Booth Spur ist ein kleiner Felssporn nahe der Ruppert-Küste im westantarktischen Marie-Byrd-Land. Er ragt an der Nordflanke des El-Sayed-Gletschers und 2,5 km südwestlich des Mount Shirley auf.
Der United States Geological Survey kartierte ihn anhand eigener Vermessungen und Luftaufnahmen der United States Navy aus den Jahren von 1959 bis 1965. Das Advisory Committee on Antarctic Names benannte ihn 1972 nach Lieutenant Commander Robert Midgley Booth, Offizier für Öffentlichkeitsarbeit bei der Operation Deep Freeze der Jahre 1968 und 1969.